# Mariana Pineda (obra de teatre)
Mariana Pineda és una obra de teatre de Federico García Lorca basada en la vida de Mariana de Pineda Muñoz, figura rellevant de la restauració absolutista a l'Espanya del segle xix.
Es va escriure entre 1923 i 1925, i es va representar per primera vegada el 1927 al Teatre Goya de Barcelona.

## Argument
L'obra gira entorn de Mariana Pineda, la granadina de 26 anys que en el segle xix va ser condemnada a mort en la guerra per defensar la causa liberal i per haver-se trobat a la seua casa una bandera amb les paraules Llibertat, Igualtat i Llei. Aquesta bandera va ser brodada per unes dones del barri de l'Albaycin.

## Representacions destacades

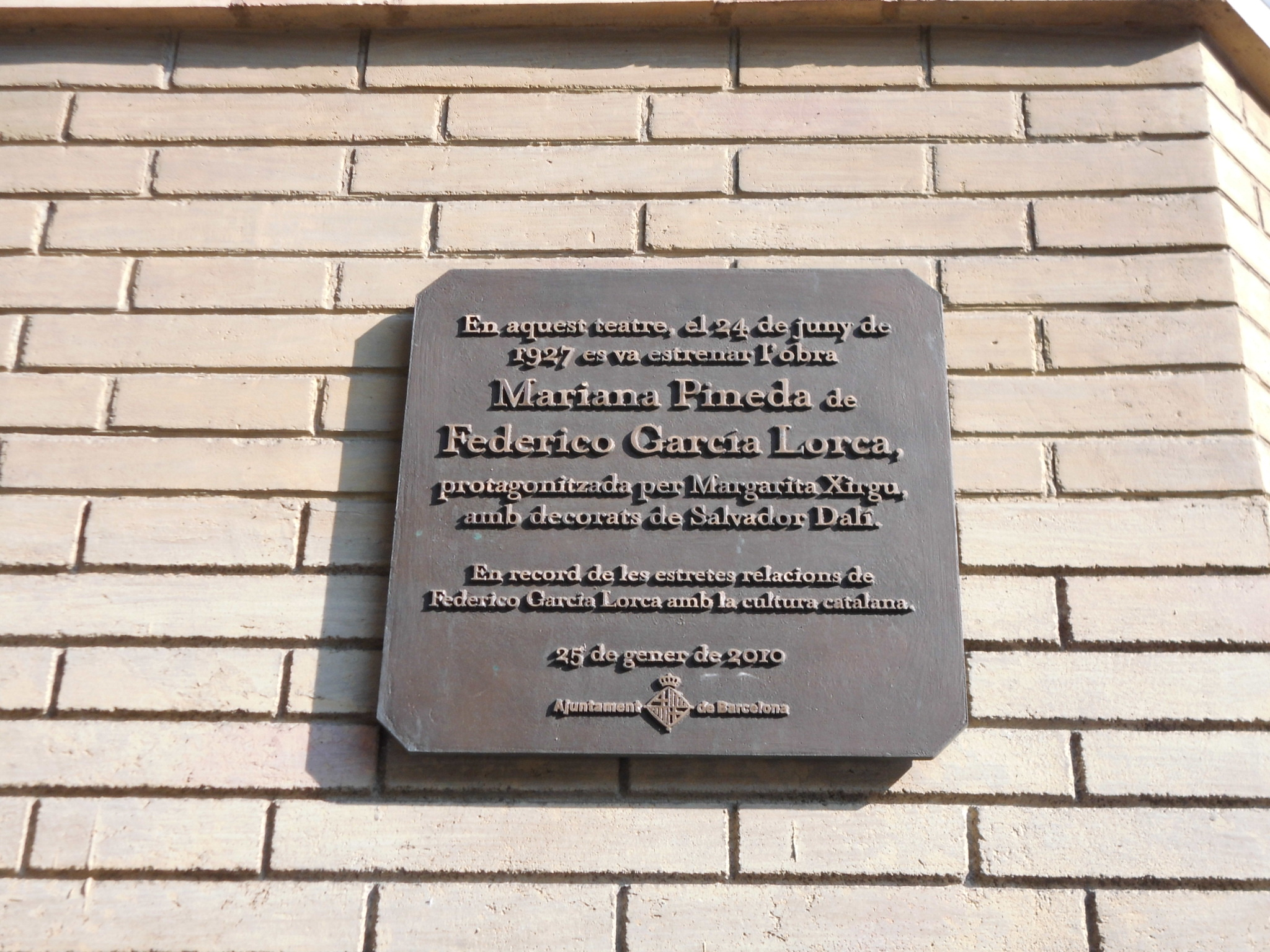
Placa commemorativa de l'estrena al Teatre Goya

- Estrena (al Teatre Goya de Barcelona, 24 de juny de 1927. Decorats: Salvador Dalí. Intèrprets: Margarida Xirgu (Mariana Pineda), Carme Carbonell (Amparo), Eugenia Illescas (Doña Angustia), Pascuala Mesa (Isabel la Clavela), Julia Pachelo (Sor Carmen), Luis Peña pare (Fernando), Alfons Muñoz (Pedro de Sotomayor), Francisco López Silva (Pedrosa), Luis Peña Illescas (Nen).[1]

- Teatro Marquina, Madrid, 1967. Direcció: Alfredo Mañas. Intèrprets: María Dolores Pradera (Mariana Pineda), Pastora Peña, Estanis González, Fernando Sala, Ricardo Merino.

- Teatro Nacional Lope de Vega, Sevilla, 1982. Dirección: José Díez. Intèrprets: Carmen de la Maza (Mariana Pineda), Maruchi Fresno, Manuel de Blas, Manuel Torremocha, Mercedes Barranco, Carlos Hipólito.

- Teatro Bellas Artes, Madrid, 1998. Direcció: José Tamayo. Intèrprets: Carme Conesa (Mariana Pineda), Manuel Bandera, Joaquín Hinojosa, Mari Paz Ballesteros, Maria José Estremera, Irene Escolar, Víctor Elías.